# Загорец (стадион)
Стадион „Загорец“ се намира на входа на Нова Загора по пътя от Бургас.
Стадионът е с капацитет 5069 зрителски места. Домакинските си мачове на него играе отборът на „Загорец“ (Нова Загора), който се състезава в Югоизточната В група.